# آلبرت لانگن

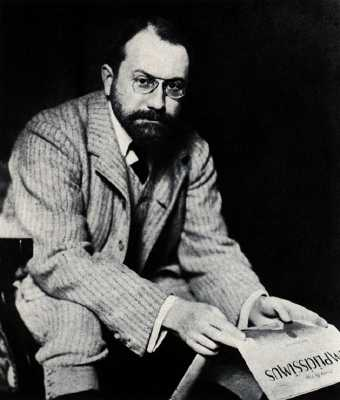
ناشر آلمانی آلبرت لانگن (1869-1909) با نسخه‌ای از سیمپلیکیسیموس

آلبرت لانگن (به آلمانی: Albert Langen) (۸ ژوئیه ۱۸۶۹ - ۳۰ آوریل ۱۹۰۹) ناشر آلمانی بود که بیشتر به خاطر تأسیس مجلهٔ طنز «سیمپلیکیسیموس» شناخته می‌شود. او نقش مهمی در ترویج ادبیات و هنر مدرن در آلمان ایفا کرد.

## زندگی و حرفه
لانگن در بورسن، راینلاند متولد شد. پس از اتمام تحصیلاتش، در صنعت نشر مشغول به کار شد. در سال ۱۸۹۴، او شرکت انتشاراتی خود را در پاریس تأسیس کرد و سپس آن را به مونیخ منتقل کرد. در سال ۱۸۹۶، مجلهٔ طنز «سیمپلیکیسیموس» را تأسیس کرد که به سرعت به یکی از مهم‌ترین نشریات طنز در آلمان تبدیل شد.

## سیمپلیکیسیموس
«سیمپلیکیسیموس» به خاطر طنز گزنده، کاریکاتورهای انتقادی و مقالات سیاسی‌اش شناخته می‌شد. این مجله نقش مهمی در شکل‌دهی به افکار عمومی در آلمان در اوایل قرن بیستم ایفا کرد و هنرمندان و نویسندگان برجسته‌ای مانند توماس تئودور هاینه، اولاف گولبراسسون و هاینریش مان با آن همکاری داشتند.